# Íntimamente (álbum de Mocedades)
Íntimamente es el decimonoveno álbum del grupo Mocedades, publicado en el año 1992. Es el único álbum en el que participa Iñaki Uranga, junto con Ana Bejerano, Roberto Uranga, Javier Garay e Izaskun Uranga. A pesar de salir de la formación unos años antes, Carlos Zubiaga produce el disco. Es el primer disco de Mocedades como quinteto, y el último en el que los miembros históricos son mayoría en la formación. Es también el último con la compañía Sony Music, antigua CBS.
Todos los temas contenidos en esta producción son versiones en español de grandes éxitos de otros artistas originalmente en inglés.

## Canciones
1. "Mr. Sandman" (2:40)
2. "Groovin´" (3:20)
3. "C'est la vie" (3:25)
4. "California espera" (2:55)
5. "Carretera del sur"  (2:55)
6. "Sir Duke" (4:00)
7. "500 Millas" (5:00)
8. "Daniel" (4:05)
9. "Por qué brillan tus ojos" (3:25)

- Datos: Q5860468